# Mujeres Libres
Mujeres Libres (Мухерес Лібрес, з ісп. Вільні жінки) — жіноча анархістська організація періоду Другої Іспанської республіки. Заснована в 1936 році Люсією Санчес Саорніль, Ампаро Поч Ґаскон і Мерседес Комапосада та нараховувала близько 30 000 учасниць. Mujeres Libres ґрунтувалися на ідеї «подвійної боротьби», тобто боролися за права жінок і за соціальну революцію, доводячи, що ці обидві цілі є однаково важливими та повинні здійснюватися паралельно.
Mujeres Libres відмовлялися ідентифікувати себе як феміністську організацію, вважаючи фемінізм буржуазним явищем. Також, на відміну від деяких інших лівих іспанських жіночих організацій свого часу, прагнули залишитися автономними від анархістських CNT, FAI і FIJL, вважаючи, що і в цих організаціях, які декларували повну відмову від домінування та ієрархії, відбувається утиск прав жінкок. Проте Mujeres Libres вважали свою діяльність частиною загальної лібертарної боротьби, яку вели всі анархістські організації.